# Bahnhof Köln-Chorweiler
Der Bahnhof Köln-Chorweiler ist eine gemeinsame Tunnelstation der S-Bahn Köln und der Kölner Stadtbahn im Zentrum von Köln-Chorweiler. Von der DB InfraGO wird der Haltepunkt intern mit KKC bezeichnet, die Kölner Verkehrsbetriebe verwenden für ihre Haltestelle die Kurzbezeichnung CHW.

## Entstehungsgeschichte
Die Entstehungsgeschichte des U- und S-Bahnhofs und der Bahnstrecken, an denen er liegt, ist eng verknüpft mit der Entstehung der Großwohnsiedlung Chorweiler. Sowohl die S-Bahn-Strecke, eine Schleife der Bahnstrecke Köln–Neuss, als auch die Stadtbahn, eine Verlängerung der Straßenbahnstrecke nach Longerich, wurden als Infrastrukturmaßnahmen vor dem eigentlichen Baubeginn auf freiem Feld gebaut. Die zeitlich gestaffelte Inbetriebnahme orientierte sich am Baufortschritt der Wohnbebauung: Die damalige Straßenbahnlinie 9 bediente Chorweiler ab dem 17. November 1973, die S-Bahn-Linie S11 fuhr ab dem 1. Juni 1975 nach Chorweiler und wurde zum 22. Mai 1977 nach Chorweiler Nord verlängert.

## Anlage
Der Bahnhof besteht aus einer 210 Meter langen, in einer leichten Kurve liegenden Halle, die in Längsrichtung durch zwei Säulenreihen gestützt wird und an beiden Enden einen Zugang aufweist. Auf der Westseite liegt der Seitenbahnsteig mit dem Gleis für die Richtung Innenstadt fahrenden S-Bahn-Züge. Der deutlich breitere Mittelbahnsteig ist ein Kombibahnsteig mit Bahnsteigkanten für das nach Norden führende S-Bahn-Gleis und für die Stadtbahn. Östlich des Bahnsteiggleises der Stadtbahn befindet sich ein weiteres, bahnsteigloses Stadtbahngleis, das in die ehemalige Wendeschleife übergeht. Während die Anlage der S-Bahn seit Inbetriebnahme weitgehend unverändert blieb, wurde die Stadtbahnstation mehrfach umgebaut.

## Umbauten
Bei der Einweihung wurde der U-Bahnhof Chorweiler von der damaligen Linie 9 (Chorweiler – Ebertplatz – Dom/Hauptbahnhof – Neumarkt – Severinsbrücke – Königsforst) mit Duewag-Gelenkwagen bedient. Ankommende Züge durchfuhren zunächst die nordöstlich des Bahnsteiges ebenfalls im Tunnel befindliche Wendeschleife, bevor sie am Bahnsteig hielten. Da die Anlage bereits für hochflurige Stadtbahnwagen ausgelegt war, waren die Straßenbahngleise für den Betrieb mit Straßenbahnfahrzeugen noch mit einem halben Meter zusätzlichem Schotter erhöht worden.
Nach der Netzumstellung im Jahr 1994 führte dann die Linie 18 (Chorweiler – Ebertplatz – Dom/Hauptbahnhof – Neumarkt – Klettenberg – Brühl – Bonn) mit B-Wagen nach Chorweiler. In der Folge der Umstellung wurden die Gleise auf die ursprünglich vorgesehene Höhe abgesenkt und die für die Zweirichtungsfahrzeuge nicht mehr benötigte Wendeschleife an einem Ende gekappt. Ankommende Züge erreichen nun die Haltestelle auf dem hinteren Gleis und wechseln in der Mitte der Station auf das Bahnsteiggleis, wo der Ausstieg der Fahrgäste erfolgt. Nach dem Fahrtrichtungswechsel zieht der Zug über den Gleiswechsel vor bis zum südlichen Bahnsteigende, wo er neue Fahrgäste aufnimmt.
Mit der Netzumstellung 2003 kam schließlich die Linie 15 (Chorweiler – Ebertplatz – Friesenplatz – Ubierring) nach Chorweiler. Diese Linie verkehrte zunächst ebenfalls mit B-Wagen, war aber zur Umstellung auf Niederflur-Stadtbahnwagen vorgesehen. Zur Vorbereitung dieser Umstellung wurden die Stadtbahngleise in Chorweiler in den Sommerferien 2006 abermals aufgeschottert auf die ursprüngliche Höhe. Seit Herbst 2006 ist die 15 eine Niederflur-Linie.

## Bedienung
Der S-Bahnhof wird von der Linie S11 der S-Bahn Köln bedient und in der Hauptverkehrszeit morgens und nachmittags zusätzlich von der Linie S6 der S-Bahn Rhein-Ruhr. Im U-Bahnhof endet die Stadtbahnlinie 15 der Kölner Verkehrsbetriebe (KVB).
| Linie          | Verlauf | Takt                                                            |
| -------------- | --- | --------------------------------------------------------------- |
| S 6            | Essen Hbf – Essen Süd – E-Stadtwald – E-Hügel – E-Werden – Kettwig – Kettwig Stausee – Hösel – Ratingen Ost – D-Rath – D-Rath Mitte – D-Derendorf – D-Zoo – D-Wehrhahn – Düsseldorf Hbf – D-Volksgarten – D-Oberbilk – D-Eller Süd – D-Reisholz – D-Benrath – D-Garath – D-Hellerhof – Langenfeld-Berghausen – Langenfeld (Rheinland) – Lev.-Rheindorf – Lev.-Küppersteg – Leverkusen Mitte – Lev.-Chempark – K-Stammheim – K-Mülheim – K-Buchforst – K-Messe/Deutz – Köln Hbf – K-Hansaring – K-Nippes – K-Geldernstr./Parkgürtel – K-Longerich – K-Volkhovener Weg – K-Chorweiler – K-Chorweiler Nord – K-Blumenberg – K-Worringen Stand: Fahrplanwechsel Dezember 2023 | 20 min (wochentags 5–21 Uhr) 30 min (sonn-/feiertags 11–21 Uhr) |
| S 11           | D-Flughafen Terminal – D-Unterrath – D-Derendorf – D-Zoo – D-Wehrhahn – Düsseldorf Hbf – D-Friedrichstadt – D-Bilk – D-Völklinger Straße – D-Hamm – NE Rheinparkcenter – NE Am Kaiser – Neuss Hbf – Neuss Süd – Norf – NE-Allerheiligen – Nievenheim – Dormagen – Dormagen-Chempark – Köln-Worringen – K-Blumenberg – K-Chorweiler Nord – K-Chorweiler – K-Volkhovener Weg – K-Longerich – K-Geldernstraße/Parkgürtel – K-Nippes – K-Hansaring – Köln Hbf – K-Messe/Deutz – K-Buchforst – K-Mülheim – K-Holweide – K-Dellbrück – Duckterath – Bergisch Gladbach Stand: Fahrplanwechsel Dezember 2023                                                                      | 20 min                                                          |
| Stadtbahn Köln | |                                                                 |
| 15             | Chorweiler – Heimersdorf – Longerich – Weidenpesch – U Neusser Straße/Gürtel – U Florastraße – U Lohsestraße – U Ebertplatz – U Hansaring – U Christophstraße/Mediapark – U Friesenplatz – U Rudolfplatz – Zülpicher Platz – Barbarossaplatz – Chlodwigplatz – Ubierring | 10 min                                                          |

Im Busverkehr verkehren folgende Linien:
| Linie | Fahrstrecke |
| ----- | --- |
| 120   | Blumenberg – Chorweiler – Fühlingen – Worringen – Roggendorf/Thenhoven, Further Str.                                    |
| 121   | Langel, Fähre – Merkenich – Chorweiler – Longerich – Bilderstöckchen – Geldernstraße/Parkgürtel – Neusser Straße/Gürtel |
| 122   | Weidenpesch, Wilhelm-Sollmann-Straße – Seeberg – Chorweiler – Pesch                                                     |
| 123   | Nachtbus Chorweiler → Pesch → Auweiler → Esch → Roggendorf/Thenhoven, Further Str. → Worringen → Fühlingen → Chorweiler |
| 125   | Weiler – Chorweiler – Longerich – Pesch – Esch – Pulheim-Sinnersdorf, Kirche                                            |
| 126   | Bocklemünd – Mengenich – Pesch – Auweiler – Esch – Weiler – Chorweiler                                                  |

Zudem verfügt Chorweiler mit dem Bahnhof Köln-Chorweiler Nord über einen zweiten Anschluss an das S-Bahn Netz.